# Хатванская культура
Хатванская культура — археологическая культура раннего бронзового века. Название происходит от эпонимического поселения в местности Хатван в северно-центральной части Венгрии.

## Хронология и область распространения
Хатванская культура датируется фазой A2 бронзового века по хронологии Пауля Райнеке, то есть 1950—1700 годами до н. э. Тем не менее, наиболее ранние явления, связанные с данной культурой, можно датировать уже около 2100 года до н. э. Является продолжением северной части культуры Вучедол-Зок, а самая поздняя фаза современна культуре Отомань.
Занимала территории севера и запада Венгрии, начинаясь у колена Дуная на западе до верховий Тисы на востоке. Многие её поселения были расположены в горах Бюкк.

## Поселения и хозяйство
Население хатванской культуры занималось земледелием и скотоводством. Поселения располагались главным образом в местах с хорошими природными оборонными характеристиками (горные массивы Бюкк и Матра). Укреплённые посёлки сооружались на теллях.

## Погребальный обряд
Повсеместно была распространена кремация. Погребения ямного типа, однако крайне редко встречаются погребальные урны. Инвентарь в захоронениях напоминает инвентарь традиции колоколовидных кубков.
Обнаружено множество типичных для данной культуры кубков, пластинок для лука для защиты предплечья, V-образные насадки. Погребения — скелетные, весьма немногочисленные.